# Bombus avanus
Bombus avanus (saknar svenskt namn) är en insekt i överfamiljen bin (Apoidea) och släktet humlor (Bombus) som lever i Myanmar och sydvästra Kina.

## Beskrivning
Bombus avanus är en liten humla med bruna vingar och medellång tunga. Drottningen är 15 till 16 mm lång, arbetarna 9 till 12 mm och hanarna (drönarna) 11 till 12 mm. Könsdimorfismen hos arten är stor. Hos honorna har huvudet och mellankroppens ovansida grågul päls med iblandade svarta hår. Mellankroppens sidor kan ha samma färg, dock utan eller med bara ett fåtal svarta hår, men de kan också vara nästan vita. Bakkroppens första tergit är även den vitaktig eller gulgrå, den andra kan vara gulgrå med de främre, yttre partierna svarta, men den kan också vara helt svart. Den tredje tergiten är vanligtvis övervägande svart med en ljusare bakkant, den fjärde orange, ibland med samma färg som den tredje på den främre delen, och resten av bakkroppen orange.
Hanarna har variabel, men mera enhetlig färgteckning: Större delen av kroppen har antingen klargul eller grågul päls, i båda fallen uppblandad med svarta hår. Det är framför allt hanar från norra delen av utbredningsområdet som har den klargula färgteckningen. De 4 sista tergiterna (4 till 7) är huvudsakligen orange.

## Ekologi
Arten är mindre allmän i bergsterräng på höjder mellan 1 700 och 3 200 m. Den hämtar nektar och pollen från växter som fjällskäror, balsaminer, kardväddarter, rutor, spireor och buddlejor. Flygtiden varar från slutet av juni till slutet av september.

## Utbredning
Bombus avanus utbredningsområde är litet; arten finns i Myanmar och de angränsande kinesiska provinserna Yunnan och Sichuan.